# Keith Arkell
Keith Arkell (Birmingham, 8 gennaio 1961) è uno scacchista britannico.
Ha ottenuto il titolo di Maestro Internazionale nel 1985 e di Grande Maestro nel 1995.

## Principali risultati
Nel 1998 vinse il campionato britannico rapid. Nel 2008 si classificò =1°-2° con Stuart Conquest nel campionato britannico assoluto di Liverpool, ma perse negli spareggi rapid.
Altri risultati di rilievo: 1° nel torneo Masters di Wroxham 2002, =2°-3° nel torneo di Hastings 2002/03, 2° a Montpellier 2003, 2º dietro ad Alexander Shabalov nel Foxwoods Open di Ledyard (Connecticut) nel 2007, 1° a Wellington nel 2008.
Nel 2014 vinse a Oporto il campionato europeo seniores (over 50) e fu pari primo con
Zurab Sturua nel campionato del mondo seniores di Katerini in Grecia (secondo per spareggio tecnico)
Ha ottenuto il suo massimo rating FIDE in luglio 1996, con 2545 punti Elo.
È stato sposato con il Grande maestro femminile Susan Lalic dal 1986 al 1993.
Keith Arkell ha pubblicato due libri:
- Arkell’s Odyssey (un'autobiografia), Keverel Chess Books, 2012
- Arkell's Endings (un libro sui finali), GingerGM, 2020